# Gardineria paradoxa
Gardineria paradoxa är en korallart som först beskrevs av Pourtalès 1868.  Gardineria paradoxa ingår i släktet Gardineria och familjen Gardineriidae. Inga underarter finns listade i Catalogue of Life.